# Microchorema peniai
Microchorema peniai är en nattsländeart som beskrevs av Schmid 1958. Microchorema peniai ingår i släktet Microchorema och familjen Hydrobiosidae. Inga underarter finns listade i Catalogue of Life.